# クロコシジロウミツバメ
クロコシジロウミツバメ（黒腰白海燕、Hydrobates castro）は、ミズナギドリ目ウミツバメ科に分類される鳥類の1種。

## 分布
東大西洋、太平洋。
繁殖地としては太平洋のハワイ諸島、ガラパゴス諸島、大西洋のカーボベルデ、カナリア諸島、マデイラ諸島、アセンション島、セントヘレナ島などが確認されているほか、日本には夏季に、岩手県の日出島、三貫島の2島に夏鳥として飛来する。

## 形態
全長20cm (19-21cm)、翼開長43cm (42-45cm)。体重29-56g 。全身が黒褐色の羽毛で覆われる。尾羽は浅く切れこみが入る凹尾。上尾筒（尾羽上面を覆う羽毛）は白くて、白色が下尾筒の両脇まで繋がる。和名は全身と上尾筒の色彩に由来する。大雨覆上面の羽毛は淡褐色で、飛翔時には不明瞭な翼帯（帯模様）が見える。嘴や足は黒い。

## 分類
本種は以前はウミツバメ属（Oceanodroma）に分類されていたが、近年の研究成果に基づき 現在はオーストンウミツバメ属（Hydrobates）に分類されている。

## 生態
熱帯および亜熱帯の海洋に生息する。

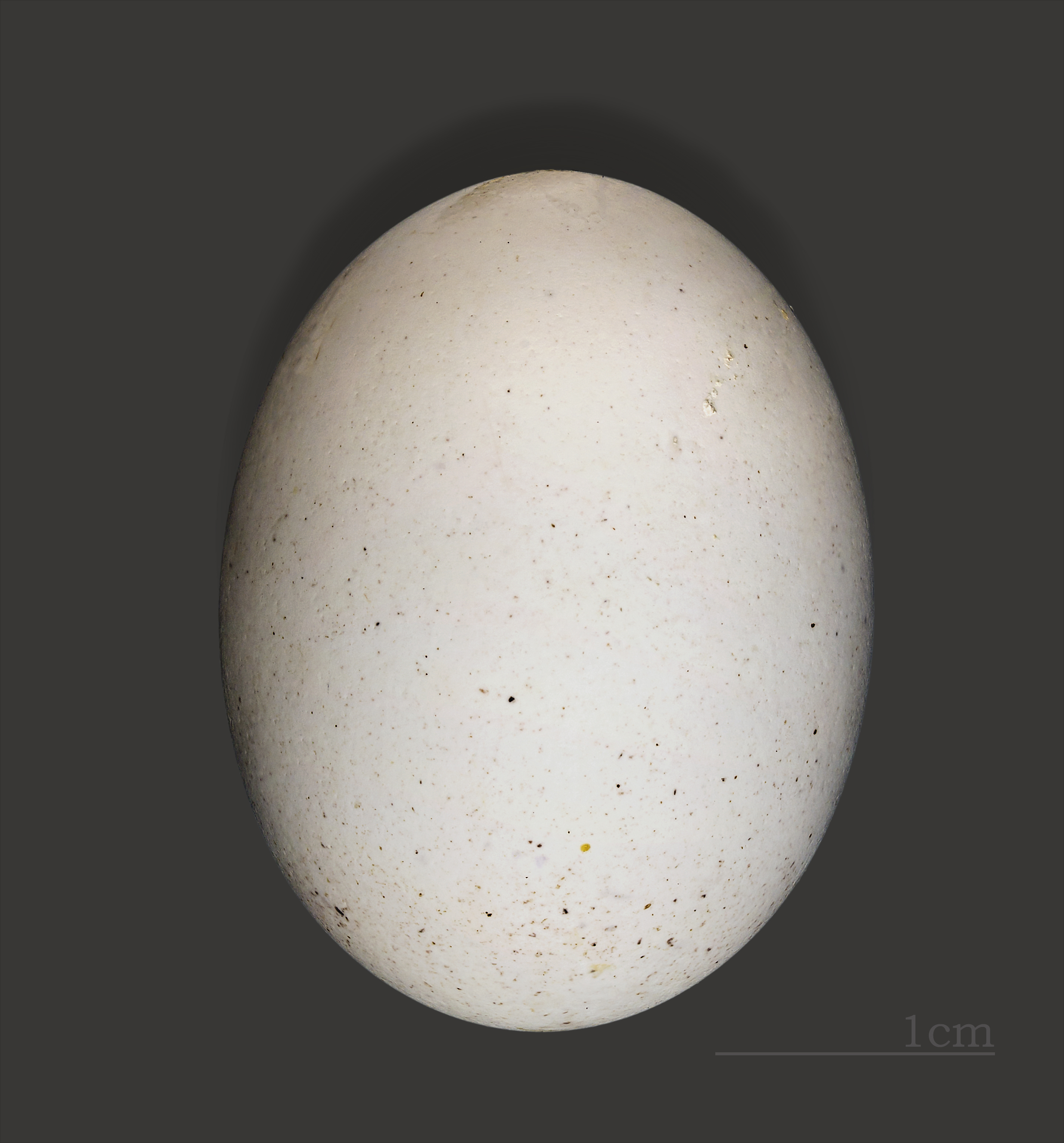
卵

食性は動物食で、魚類、甲殻類、軟体動物などを食べる。水面付近を飛翔しながら獲物を捕食する。
岩の割れ目や樹木の根元に30-100cmの横穴を掘り、落ち葉を敷いた巣に、日本では5-6月に1回に1個の卵を産む。雌雄交代で抱卵し、抱卵期間は30-42日。雛は生後60-100日で巣立つ。熱帯域では周年繁殖し、非繁殖時は広く海洋で生活する。
日没後、繁殖地の上空や地上で「ジュッジュクジュジュ　ジュイジュ」と濁った声で早口に鳴く。

## 人間との関係
日本ではオオミズナギドリによる植生の破壊や競合などにより生息数が激減している。またネズミの繁殖地への侵入も懸念されている。1935年に繁殖地の日出島（岩手県）が「日出島クロコシジロウミツバメ繁殖地」として国の天然記念物に指定されている。さらに1981年に三貫島、1982年に日出島が、国の鳥獣保護区に指定された。日出島での1960年代における生息数は約25,000つがい、1994年における生息数は約800つがいと推定されている。

## 保全状況評価
絶滅危惧IA類 (CR)（環境省レッドリスト）